# Таледжо
Талѐджо (на италиански: Taleggio; на ломбардски: Taecc, Таеч) е село и община в Северна Италия, провинция Бергамо, регион Ломбардия. Разположено е на 758 m надморска височина. Населението на общината е 547 души (към 2018 г.).